# Železniční trať Miskolc–Tornanádaska
Železniční trať Miškovec–Tornanádaska (maďarsky Miskolc–Tornanádaska-vasútvonal) je maďarská jednokolejná neelektrizovaná železniční trať, která spojuje město Miškovec a obec Tornanádaska. Trať je označována v maďarském jízdním řádu jako trať MÁV 94. Trať byla otevřena v roce 1892.

## Historie
Železniční trať z Miškovce do slovenské Turni nad Bodvou vedoucí údolím řeky Bodva byla otevřena 23. srpna 1892.
Po podpisu Trianonské smlouvy a novém uspořádáním československých a maďarských hranic význam trati klesá. V roce 1924 není po pohraničním úseku Turňa nad Bodvou – Tornanádaska veden žádný osobní vlak.

## Provozní informace
Maximální rychlost na trati je 100 km/h v úseku Miškovec – Sajóecseg a 60 km/h v úseku Sajóecseg – Tornanádaska. Trať i veškeré stanice a zastávky na trati provozuje firma MÁV. Trať je v úseku Miškovec – Sajóecseg elektrizovaná střídavým proudem 25 kV, 50 Hz.

## Doprava
Provoz na trati je především tvořen osobními vlaky s motorovými vozy Bzmot s přívěsným vozem a dalším Bzmot na konci vlaku. Osobní vlaky jezdí v trase Miškovec – Sajóecseg – Tornanádaska.

## Stanice
Na trati se nacházejí tyto stanice
- Miskolc-Tiszai
- Miskolc-Gömöri
- Szirmabesenyő
- Sajókeresztúr
- Sajóecseg
- Alsóboldva
- Boldva
- Borsodszirák
- Edelény alsó
- Edelény
- Szendrőlád
- Büdöskútpuszta
- Szendrő
- Szendrő felső
- Szalonna
- Perkupa
- Jósvafő-Aggtelek
- Bódvaszilas
- Komjáti
- Tornanádaska

## Galerie

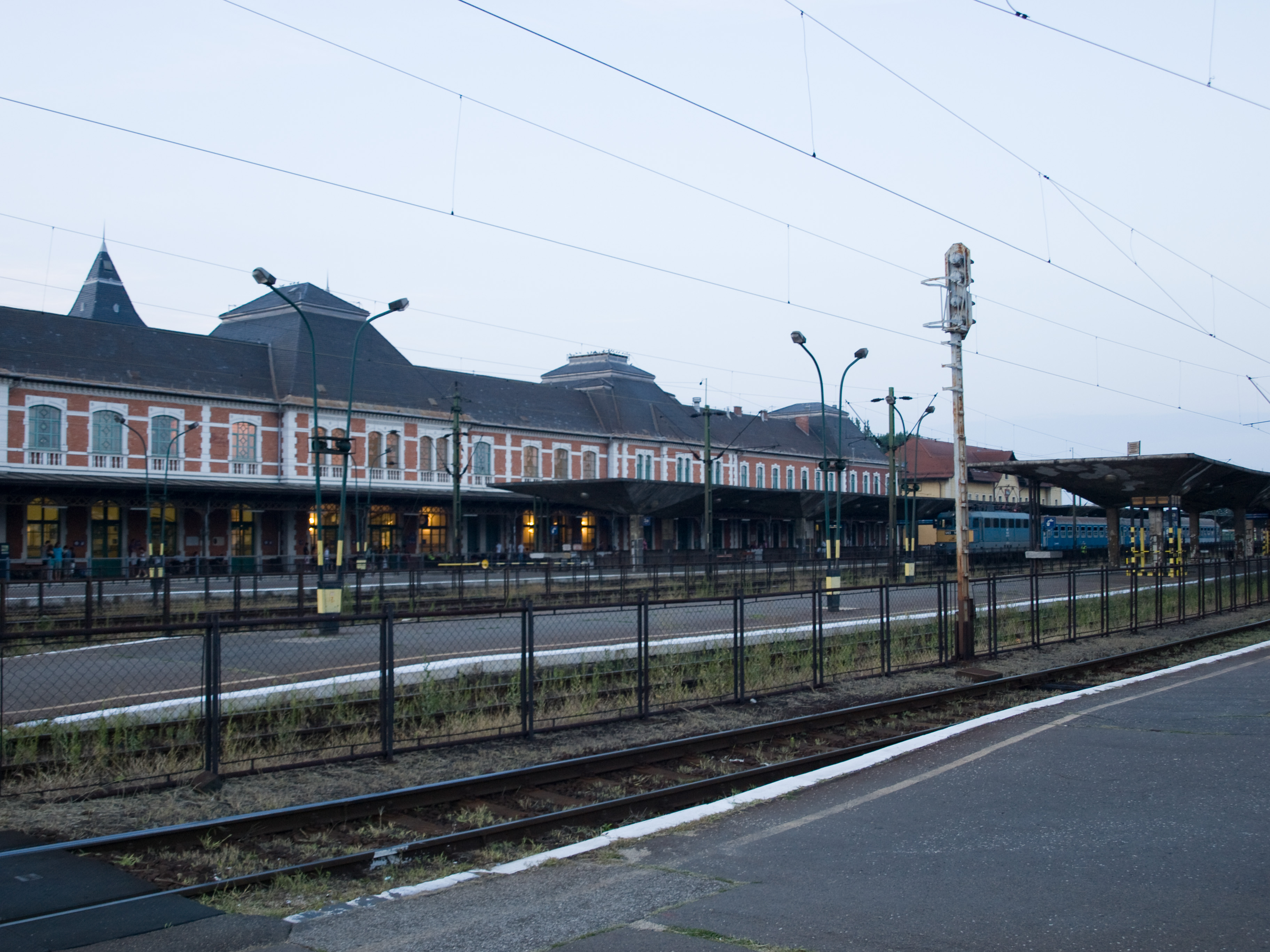
Miskolc-Tiszai pu.
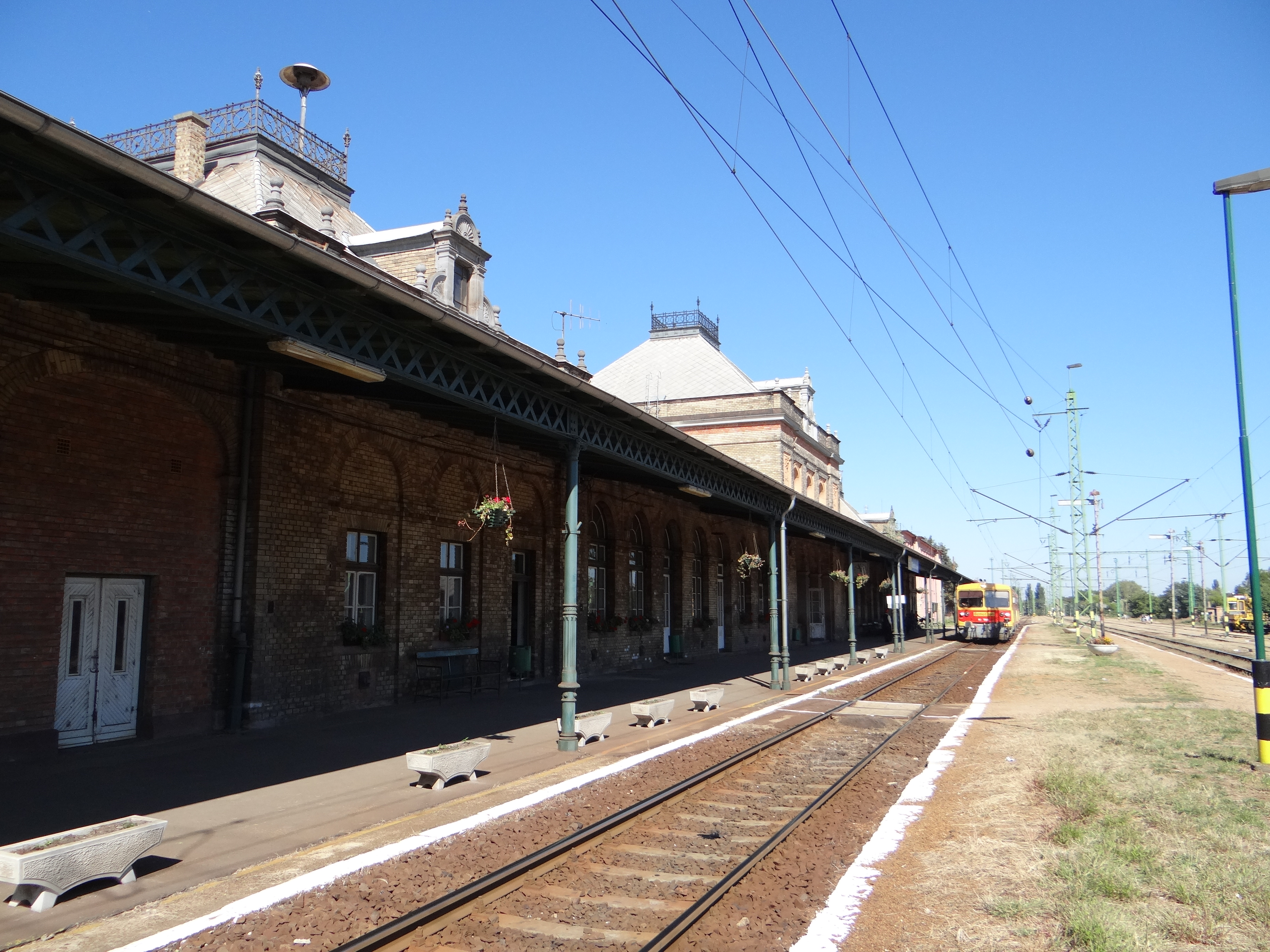
Miskolc-Gömöri pu.
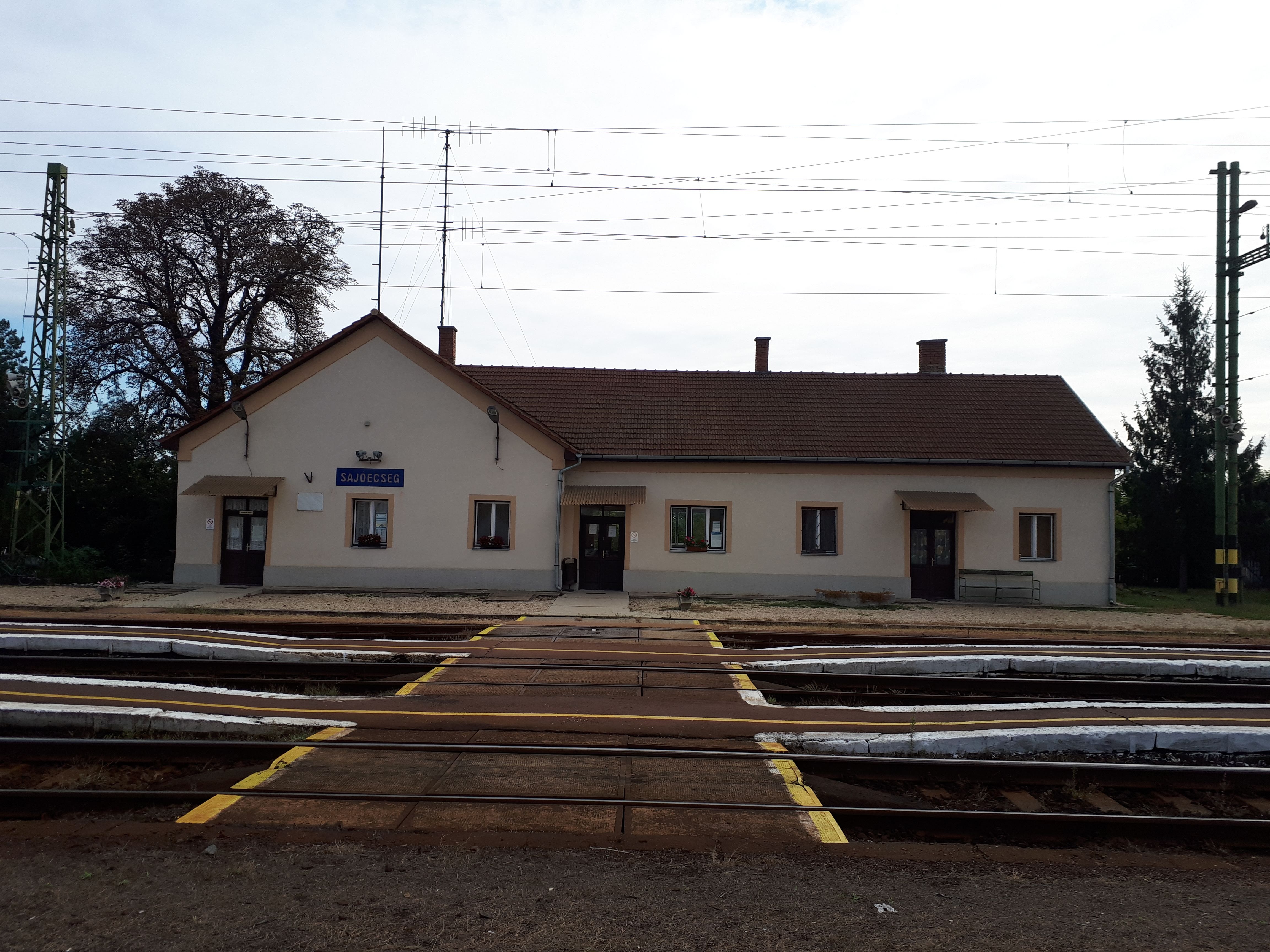
Sajóecseg
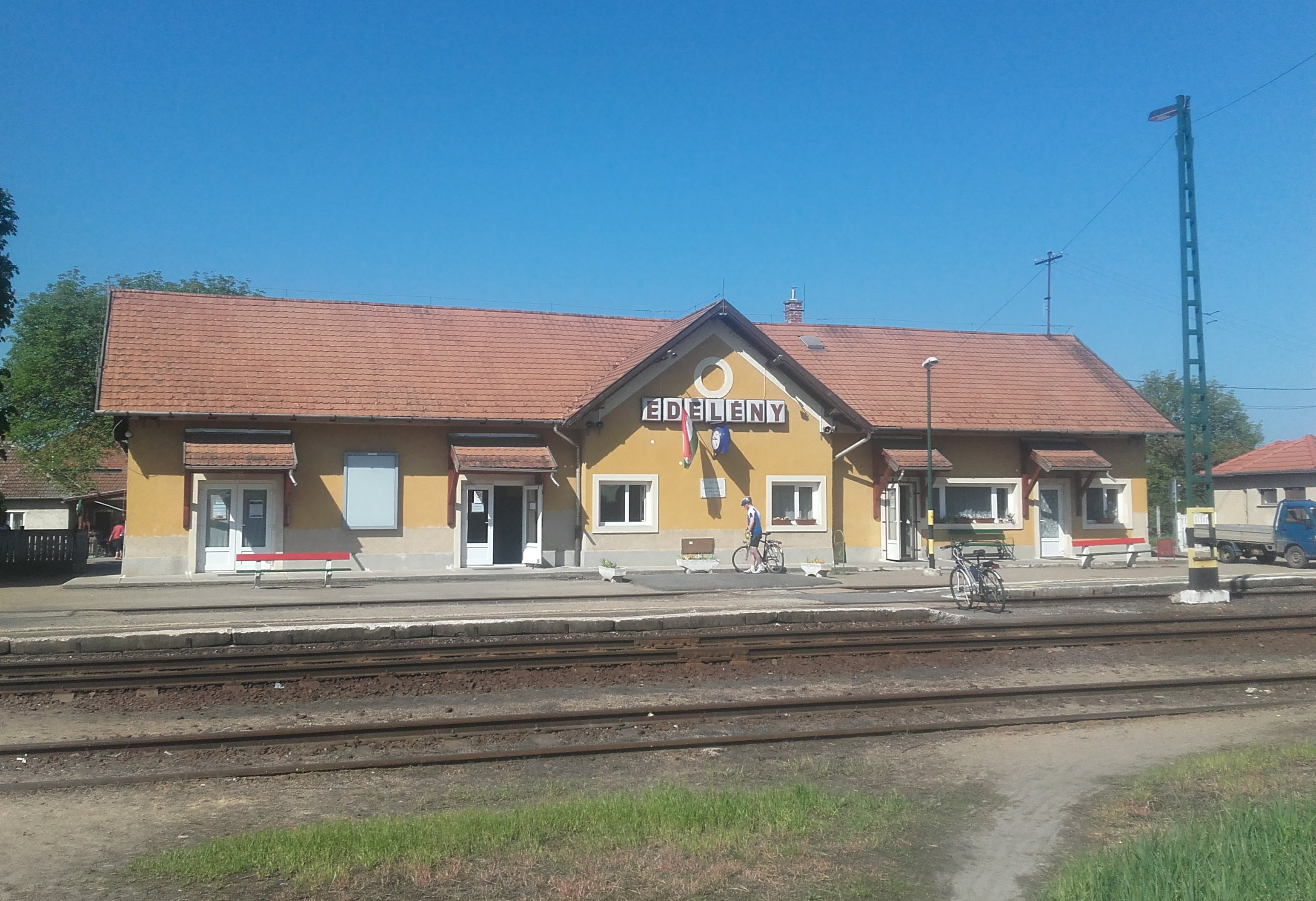
Edelény
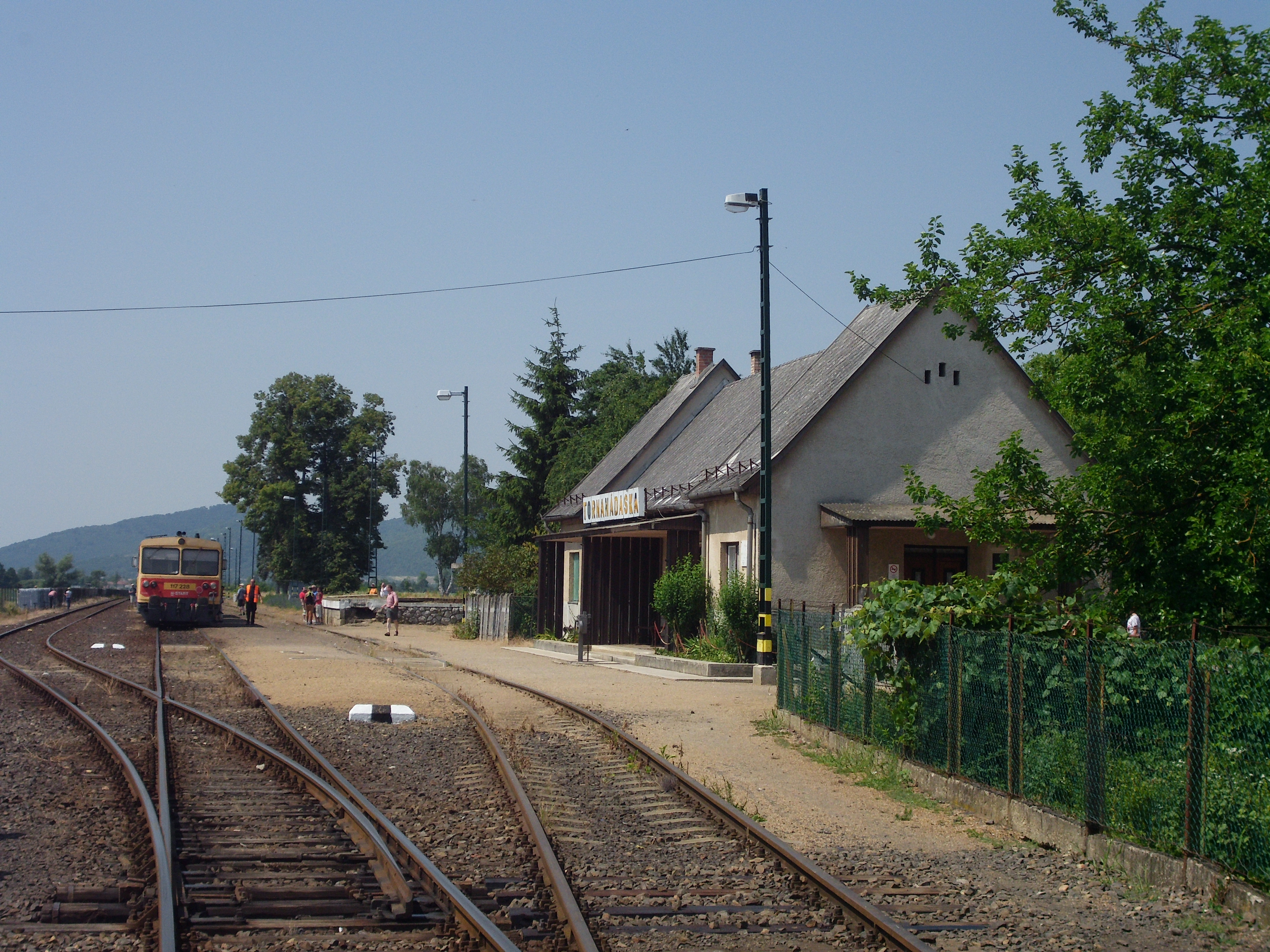
Tornanádaska